# Tapiz

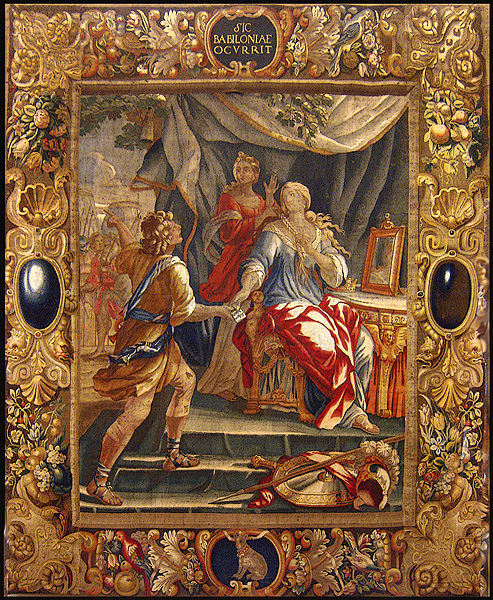
Historia de Semiramis, tapiz flamenco realizado sobre un cartón de Abraham van Diepenbeeck, en el taller de Michel Wauters, Amberes, 1627-1638. Conservado en los Museos Capitolinos, Roma.

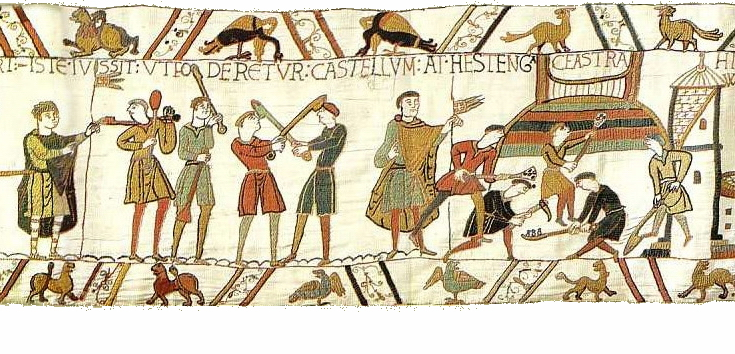
Detalle del Tapiz de Bayeux.

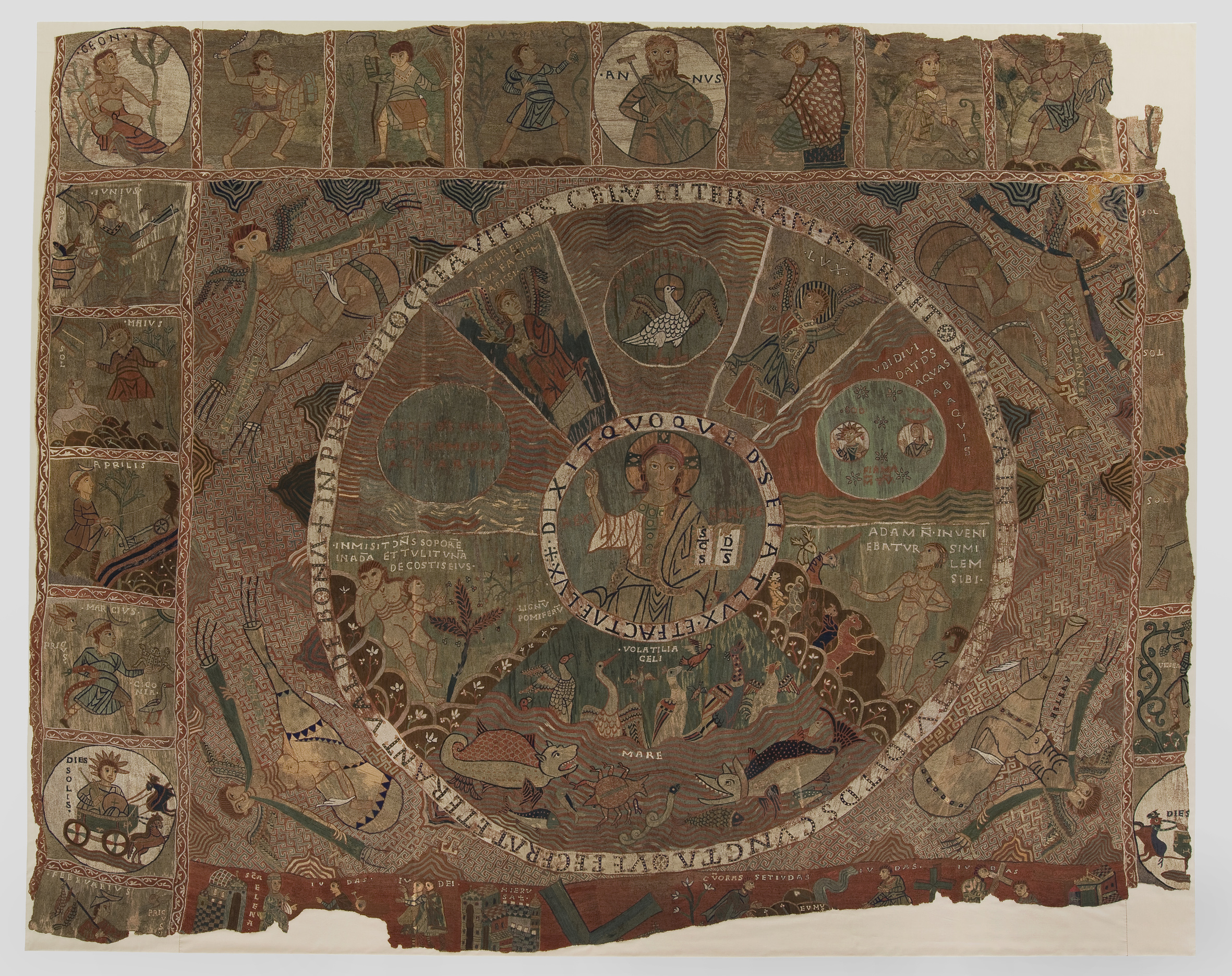
Tapiz de la Creación, catedral de Gerona.

La dama y el unicornio, tapiz flamenco de finales del, conservado en el Musée de Cluny, París.

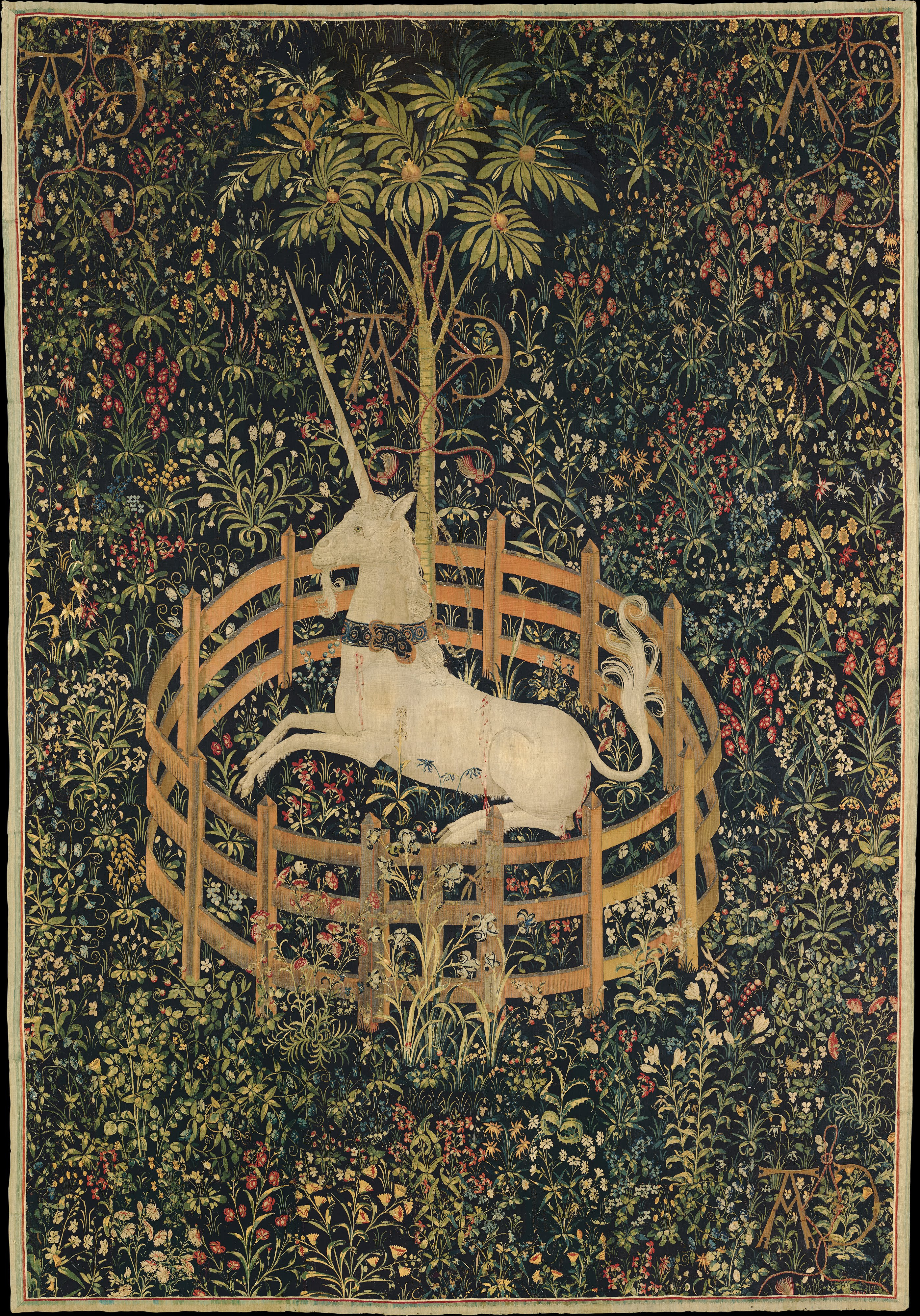
La caza del unicornio, serie de tapices flamencos (1495-1505), conservada en The Cloisters, Nueva York.

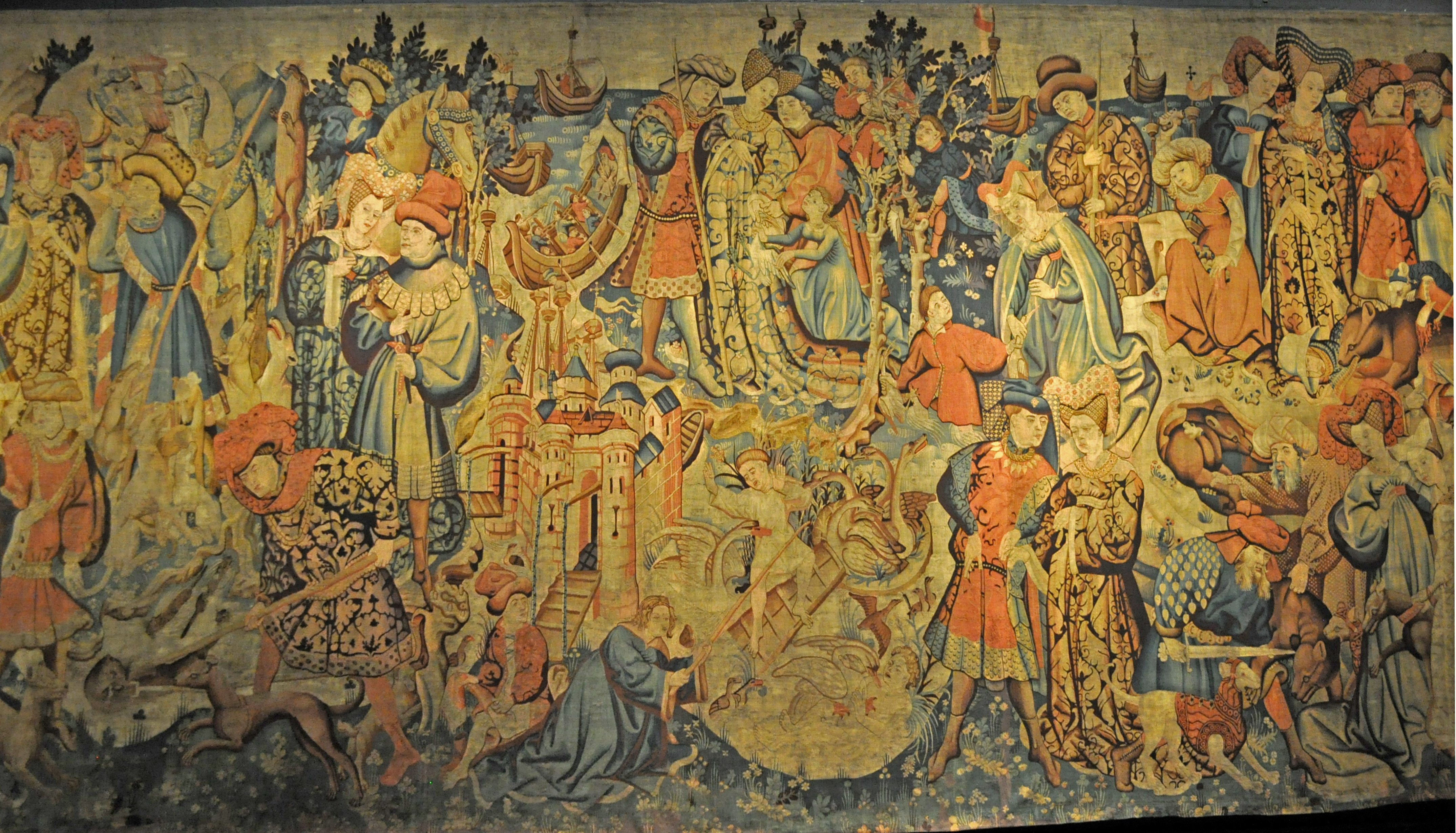
La caza del cisne, tapiz flamenco de la serie Devonshire Hunting tapestries, Victoria and Albert Museum, Londres.

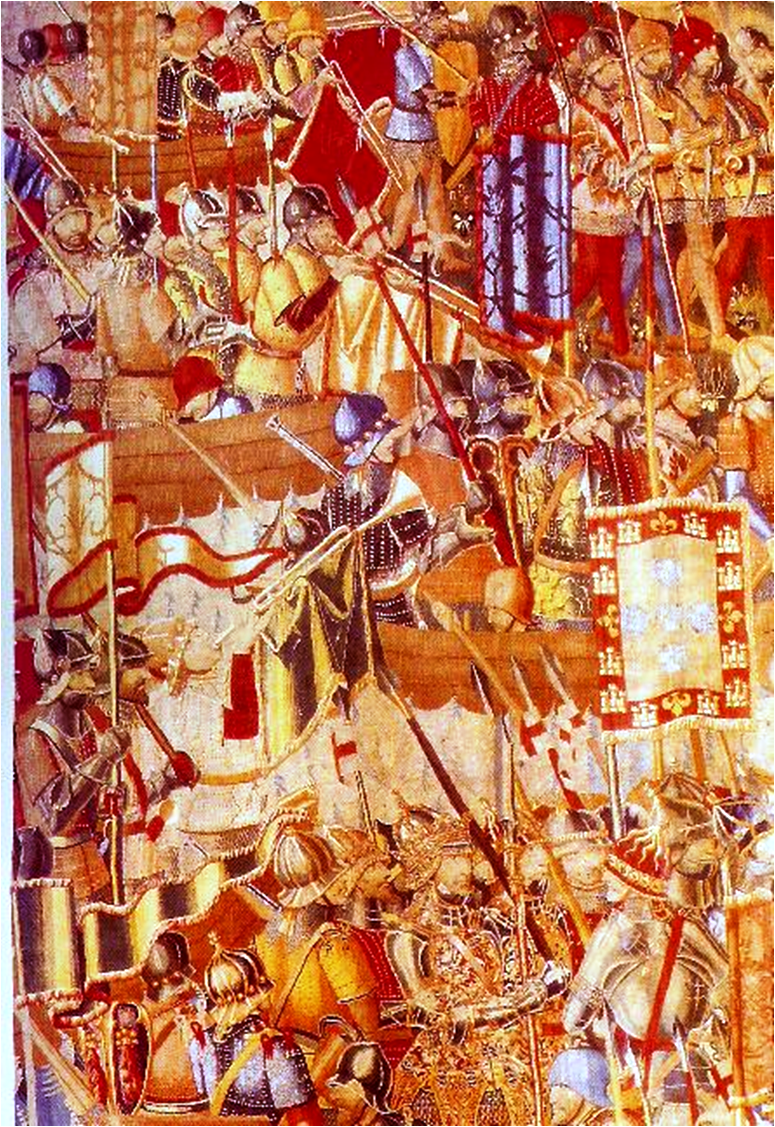
Tapiz de la colegiata de Pastrana.

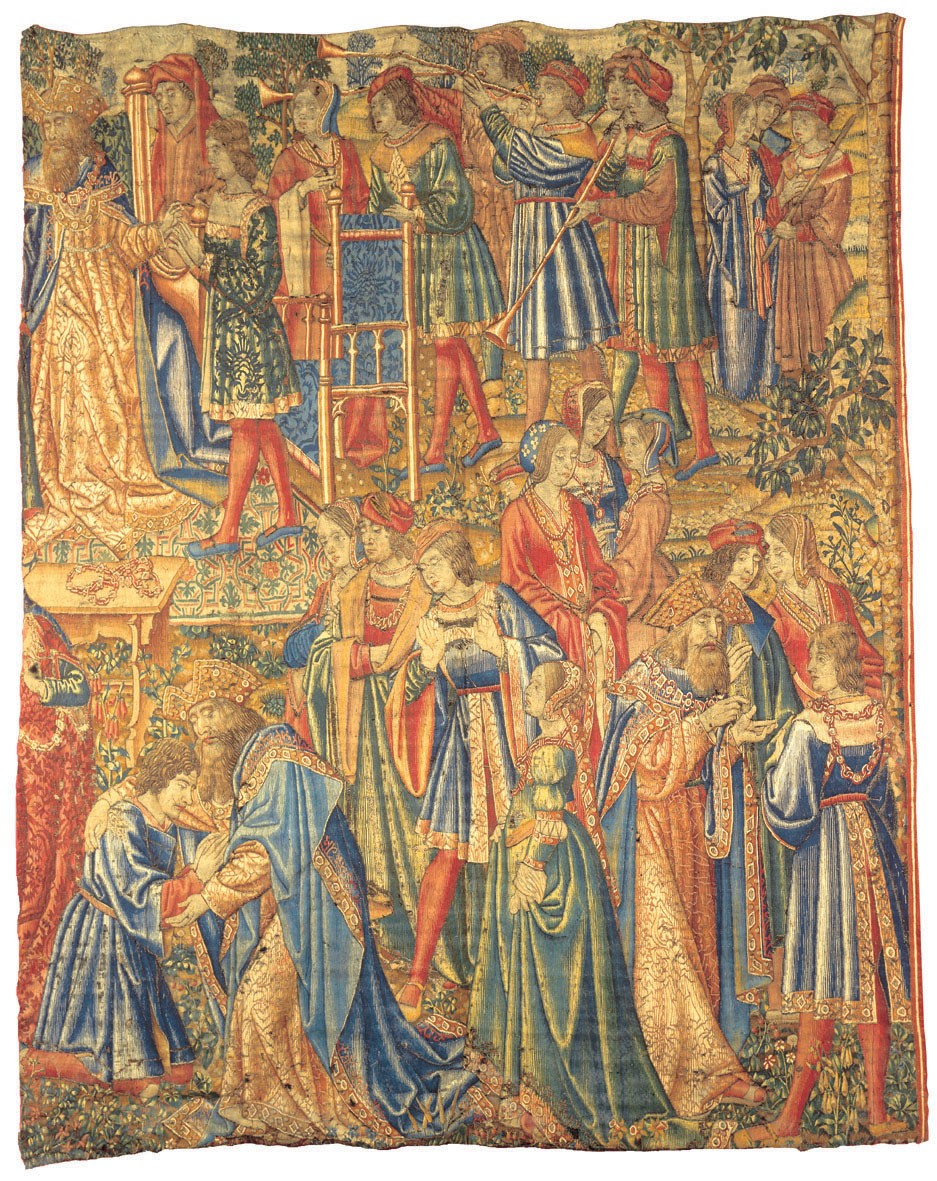
Tapiz conservado en la Seu Vella, Lérida.

El tapiz (del francés tapis, que a su vez deriva del griego bizantino τάπης) es una obra de tejido tradicionalmente hecha a mano en la que se producen figuras semejantes a las de una pintura utilizando hilos de distintos colores. También se utiliza la expresión "arte de tapicería", que no debe confundirse con la tapicería entendida como artesanía encargada de tapizar muebles.
Desde su origen remoto los tapices servían para abrigar las paredes en tiempo frío, mejorando la sensación térmica en las estancias. Lo más probable es que los primitivos tapices fueran simplemente paños gruesos colgados de las paredes (como cortinajes) o extendidos en el suelo (como alfombras). Con el tiempo, fueron incorporando decoración y materiales caros (oro, plata, seda), convirtiéndose en objetos suntuarios y en auténticas obras de arte.
El tapiz es uno de los objetos más antiguos que puede considerarse mueble decorativo. De él se hacía uso para cubrir vanos y paredes, suelos y muebles importantes; pues hasta el siglo XVI se confundían los tapices propiamente dichos con los tapetes y alfombras. Desde el siglo XV los tapices se empleaban también como colgaduras en la decoración de las vías públicas con motivo de cualquier celebración importante (procesión, entrada real o recepción solemne, que llegaban a ser muy complejas -arquitectura efímera-). A partir el siglo XVII se popularizó el uso de las alfombras y los tapetes, distinguiéndolos perfectamente de los tapices, definidos por su posición vertical.
Pintores de la talla de Rafael, Rubens, y Goya realizaron modelos pictóricos (denominados "cartones") para la confección de tapices.

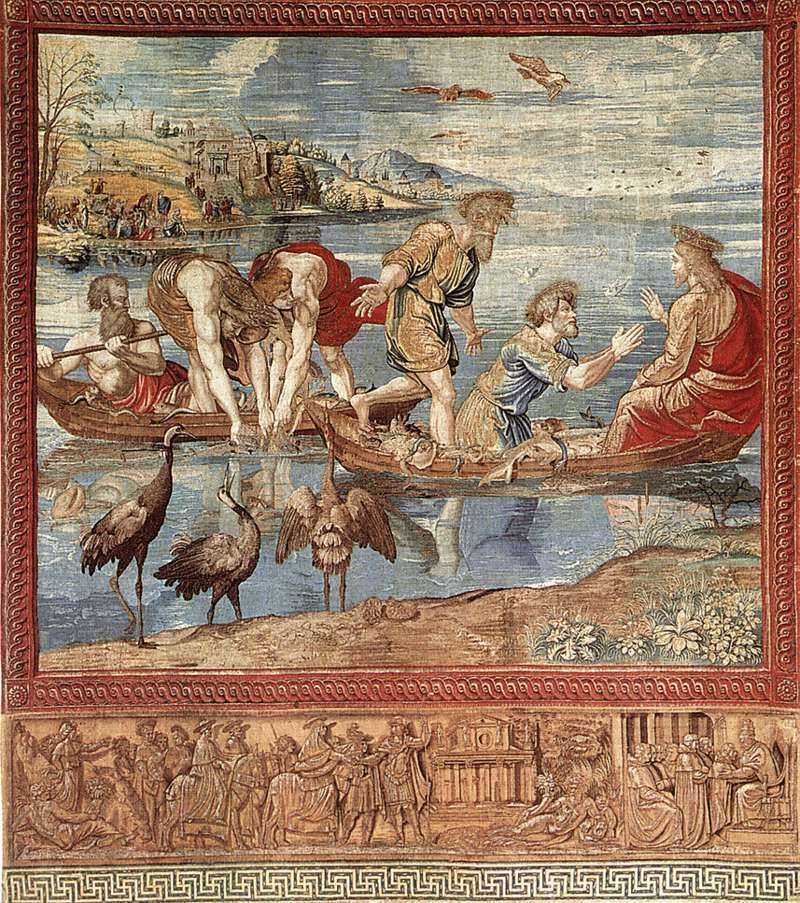
La pesca milagrosa, uno de los arazzi di Raffaello ("tapices de Rafael"), conservados en los Museos Vaticanos (ca. 1519).
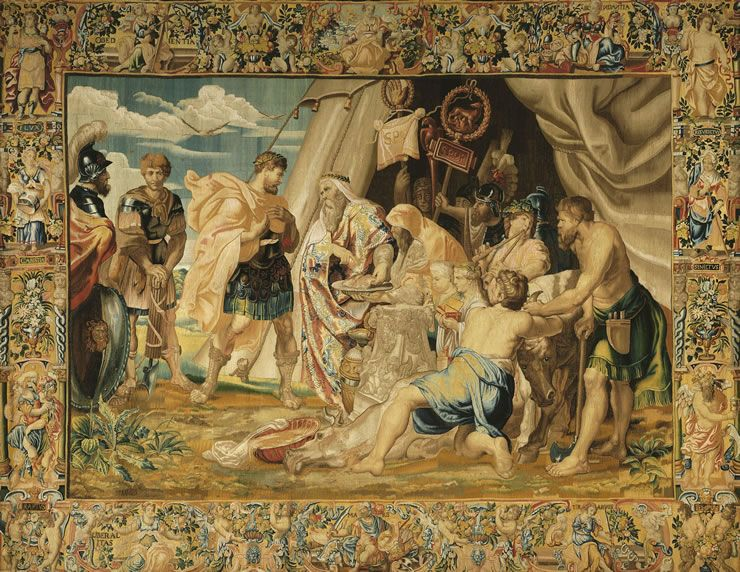
El oráculo de Decio, tapiz de Jan Raes sobre un cartón de Rubens para la serie de la Historia de Decio (elaborada desde 1616).
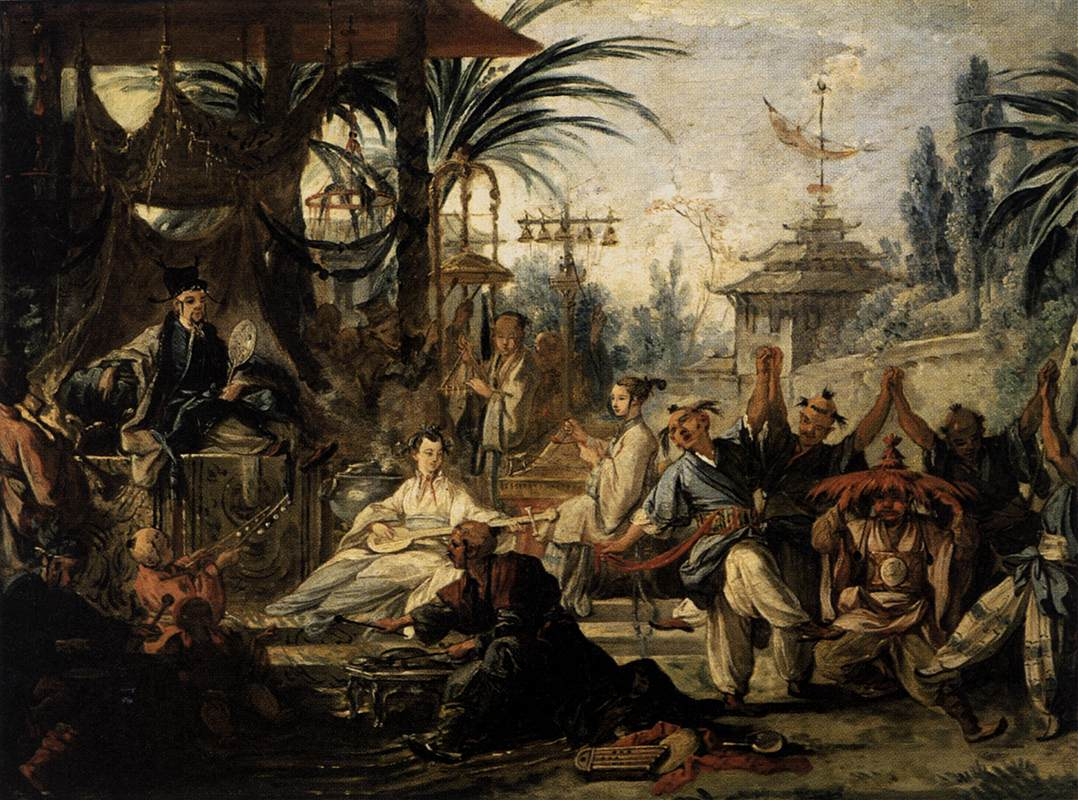
La danza china, cartón de François Boucher (1742).
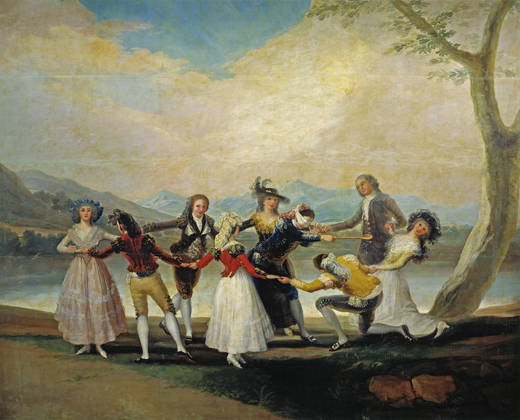
La gallina ciega, uno de los cartones de Goya (ca. 1789).

Actualmente, se utiza el término "tapiz" para referirse al fondo de pantalla de múltiples dispositivos electrónicos.

## Tipos de tapiz
Se distinguen dos tipos de tapices, según la posición de los lizos o cordelillos que unen las bandas o secciones de la urdimbre con las perchas que se hallan en la extremidad superior a ésta y que facilitan el movimiento de los hilos:
- de alto lizo, que se tejen colocando la urdimbre y todo el aparato en posición vertical;
- de bajo lizo, que se tejen colocando la urdimbre y todo el aparato en posición horizontal, resultando de aquí que se logre mayor rapidez y abaratamiento de la obra aunque una inferior calidad.

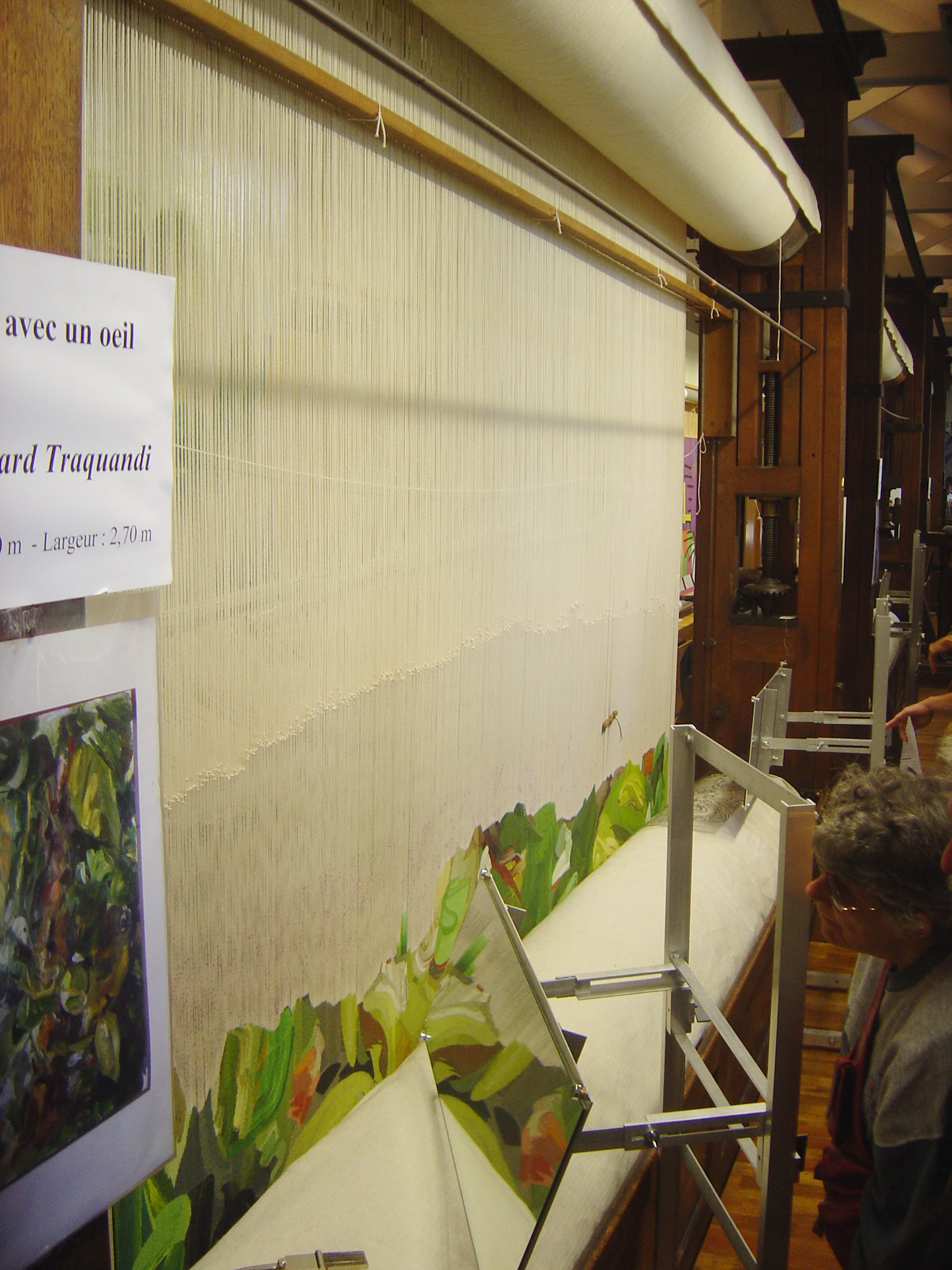
Telar de alto lizo.

## Historia

### Antigüedad
Muchas cosas son inciertas respecto a la época más antigua de la tapicería, pues es difícil que queden piezas supervivientes, y las menciones literarias en las fuentes griegas o romanas, o de otras literaturas, casi nunca ofrecen detalles suficientes como para establecer qué técnica tapicera se está describiendo. El origen histórico de los tapices decorativos responde a la necesidad de decorar los muros, función que también cumplían las pinturas murales egipcias y de los relieves asirios, pero a la que sumaban su capacidad para de abrigarlos. Los tapices deben remontarse a los primeros tiempos del tejido decorado.
Desde el antiguo Egipto, la tapicería que tejía piezas usando lino se encontraron en las tumbas tanto de Tutmosis IV (m. 1391 o 1388 a. C.) y Tutankamón (m. 1323 a. C.), en la última un guante y una bata. Entre las pinturas de uno de los célebres hipogeos de Beni-Hassán se halla representado un telar idéntico a los de alto lizo en el que trabajan dos tejedoras, y en otras pinturas del antiguo Egipto se dibujan cortinas que parecen de tapicería. El mismo carácter se descubre en varios relieves de los palacios asirios. Entre las descripciones del Tabernáculo judío se encuentra la del suntuoso tapiz ordenado por Moisés a modo de tienda del desierto (Éxodo, c. 36-39). También la Biblia recoge la existencia de la cortina o velo del templo de Jerusalén, dispuesta por Salomón con gran magnificencia, y que según Flavio Josefo, era de arte babilónico. No obstante, parece que en dichos cortinajes las figuras estaban bordadas y no tejidas. 
Piezas en lana, para las que se dan un amplio número de fechas alrededor de hace dos milenios, se han encontrado en un cementerio en Sanpul (Shampula) y otros yacimientos cerca de Khotan en la cuenca de Tarim. Parecen haber sido realizados en una variedad de lugares, incluyendo el mundo helenístico. Los fragmentos más grandes, conocidos como el tapiz de Sampul y probablemente de origen helenístico, aparentemente vinieron de una gran colgadura para la pared, pero que habían sido reutilizados para confeccionar un par de pantalones.
Los antiguos griegos debieron usar tapices decorativos según se desprende de algunas decoraciones pictóricas de su cerámica. Así mismo, los romanos, como lo revelan los cortinajes figurados en las pinturas murales de Pompeya, además de testimonios literarios de los que se infiere que dichas piezas procedían de Oriente. Salvo algún raro fragmento, no se conservan muestras de aquella época, aunque sí los tapices coptos (tipología prolongada en las comunidades cristianas egipcias medievales).

### Edad Media
En la Edad Media, tanto en el Imperio bizantino como en la cristiandad latina (por donde se difundió especialmente a partir del contacto con Oriente que supusieron las Cruzadas), costosos tapices embellecían los muros interiores de las iglesias y palacios. Aunque los originales se hayan perdido, se sabe que muchos modelos de mosaicos y tallas escultóricas (no solo bizantinas, sino también longobardas y visigodas) fueron tapices bizantinos y coptos. 
La tapicería de Hestia del Egipto bizantino alrededor de 500-550, es una pieza de lana en gran medida intacta, con muchas figuras alrededor de la diosa entronizada Hestia, a quien se nombra en letras griegas. Tiene unas medidas de 114 x 136.5 cm con la parte superior redondeada, y presumiblemente colgaba en una casa, mostrando la persistencia del paganismo grecorromano en una fecha así de tardía. El museo de arte de Cleveland tiene una Virgen María entronizada comparable de fecha similar. Muchos de los bordes menores y remiendos con imágenes con las que el mundo bizantino temprano gustaba de decorar sus ropas estaban en la tapicería.
La denominación de "página tapiz" para una tipología de ilustración de libros del arte hiberno-sajón refleja una similitud evidente con la trama geométrica del arte textil de tapices o alfombras del arte islámico (que prohíbe las representaciones figurativas -aniconismo-; como las alfombras persas o los cortinajes que ocultan la Kaaba).
Un número de supervivientes de alrededor del año 1000 muestran el desarrollo de una forma de friso, de un largo tapiz que es relativamente corto en lo alto. Aparentemente se los diseñó para colgar alrededor de un hall o iglesia, probablemente bastante alto; casi todos los ejemplos supervivientes se han conservado en iglesias, pero pueden originalmente haber sido seculares. El tejido de san Gereón, desde alrededor de 1000, tiene una pauta repetida centrada en medallones con un motivo de un toro siendo atacado por un grifo, tomado de seda bizantina (o su equivalente persa) pero probablemente tejida localmente en Renania. Sobrevivió en una iglesia en Colonia, Alemania.

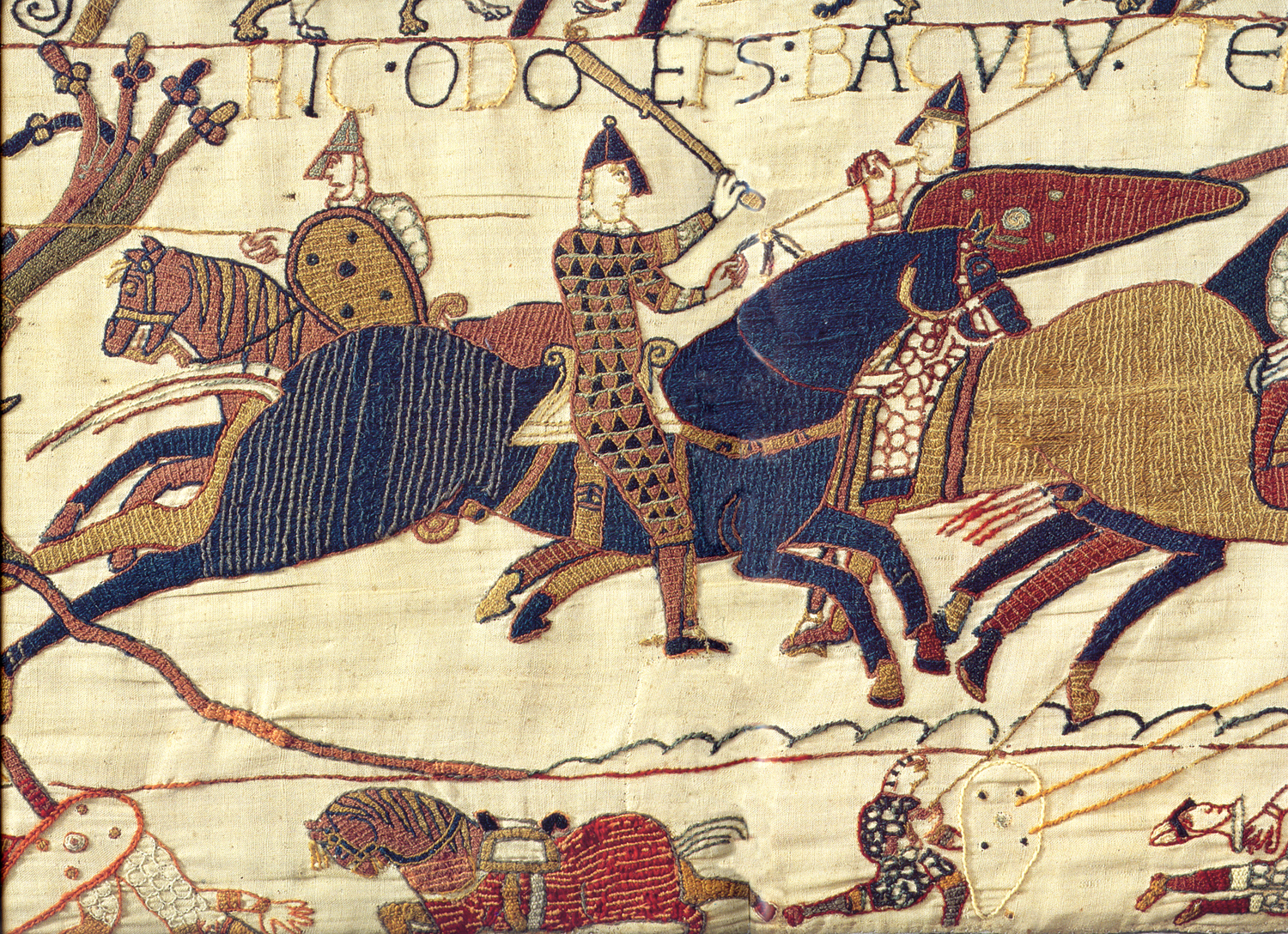
Una escena del tapiz de Bayeux representando a Odón, arzobispo de Bayeux, arengando a las tropas de Guillermo durante la batalla de Hastings en 1066

Las cinco tiras de los tapices de Överhogdal (Överhogdalstapeten, Suecia, siglos XI o XII), y datados dentro de 70 años de 1100, tienen diseños en que animales en gran medida sobrepasan en número a las figuras humanas, y se les ha dado varias interpretaciones. Una tira tiene motivos geométricos. El tapiz de Skog, también de Suecia pero probablemente datado a principios del siglo XIV, es de estilo parecido.
El más famoso friso colgante es el tapiz de Bayeux, en realidad un bordado, que tiene 68,38 metros de largo y 0,5 metros de ancho y puede que originariamente fuera aún más largo. Este se hizo en Inglaterra, probablemente en los años 1070, y la narración de la conquista normanda de Inglaterra en 1066 es muy claro, explicado por tituli en latín. Puede que fuera un género anglosajón, como el Liber Eliensis documenta que la viuda del comandante anglosajón Byrhtnoth dio a la abadía de Ely un tapiz o colgadura celebrando sus logros, presumiblemente en el estilo del tapiz de Bayeux, el único ejemplo superviviente de un trabajo semejante. Este fue entregado inmediatramente después de su muerte en 991 en la batalla de Maldon, de manera que probablemente estuviera colgando en su casa previamente.
Un grupo con escenas religiosas narrativas en un estilo claramente románico que se relaciona con manuscritos iluminados renanos del mismo período fue realizado para la catedral de Halberstadt en Alemania alrededor del año 1200, y con formas diferenciadas para encajar en espacios específicos. Bien pudieron ser realizadas por monjas, o las canonesas seculares de la cercana abadía de Quedlinburg.
Coetáneo al tapiz de Bayeux es el tapiz de la Creación (Gerona, siglo XI).
En este período motivos decorativos repetidos, progresivamente más heráldicos, y comparables a los estilos de tejidos de lujo importados como la seda bizantina, parecen haber sido diseños habituales. De los tapices mencionados más arriba, la Tela de San Gereón es la que mejor representa este estilo.
En la época del gótico internacional los tapices contribuían al esplendor de las grandes fiestas, lo que facilitaba su carácter movible. La posibilidad de ocultarse tras un tapiz para evitar ser visto, espiar o incluso asesinar, se convirtió en un tópico literario de la época de la literatura caballeresca (o, posteriormente, de los dramas shakesperianos). Estofas y reposteros constituían buena parte de los ajuares de las casas nobles. Para cubrir las paredes de salones lujosos se empleaba también desde el siglo XIV o XV el guadamecí, y desde el siglo XVI el terciopelo de seda bordado y el damasco.

#### Tapices flamencos
Los tapices flamencos, así como la producción pictórica de los maestros de la pintura flamenca, se convirtieron en una mercancía de lujo que se exportaba por toda Europa en la Baja Edad Media y durante todo el Antiguo Régimen. 

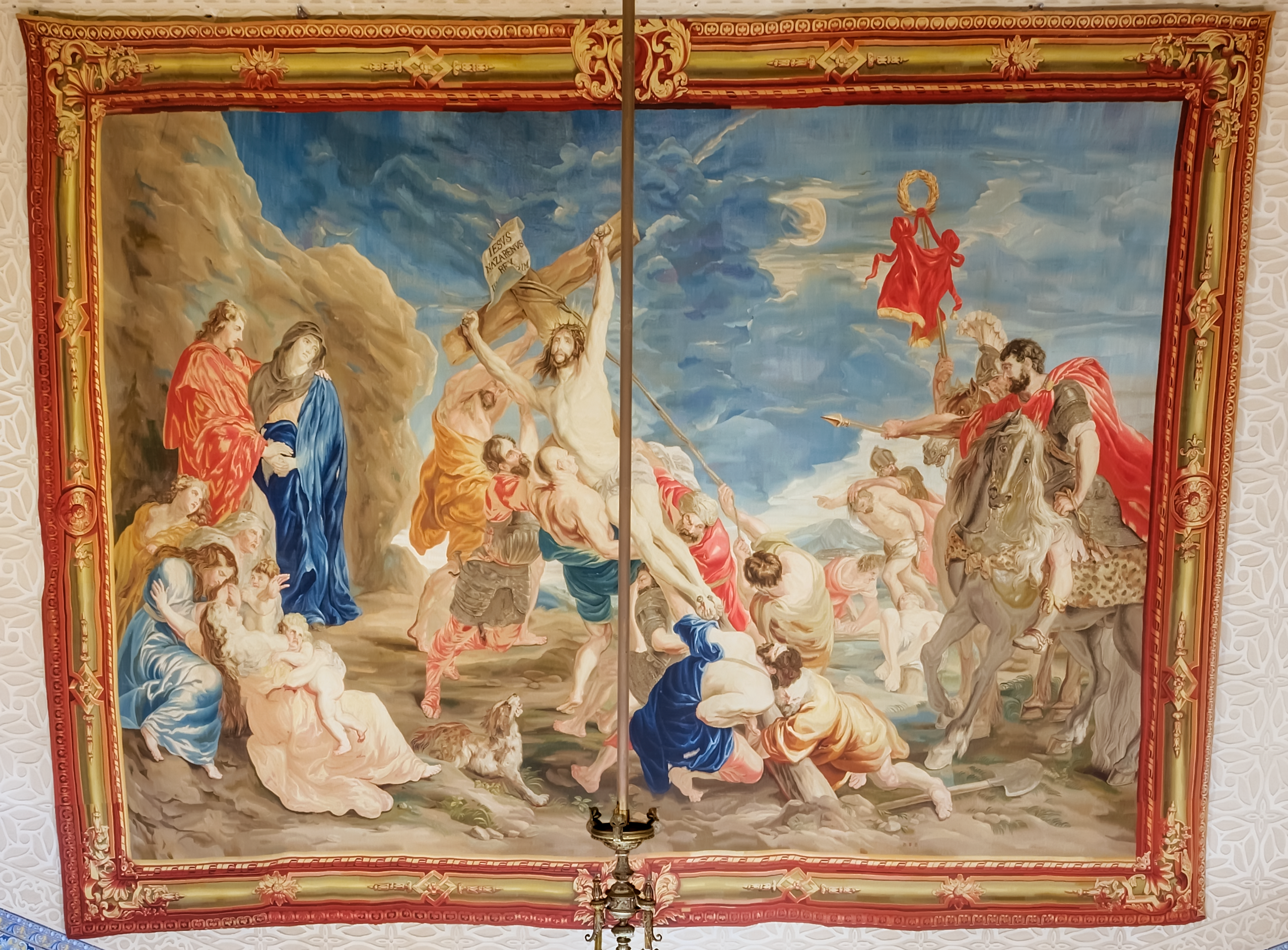
Tapiz del s.XVIII que replica el tríptico 'La Elevación de la Cruz' de Pedro Pablo Rubens. Conservado en el Palacio Episcopal de Segovia.

La especial relación que se estableció entre la región denominada Flandes (una imprecisa forma de referirse a la zona septentrional del Estado Borgoñón) y los reinos cristianos peninsulares medievales (especialmente la Corona de Castilla, y luego la Monarquía Hispánica -que incorporó los Países Bajos de los Habsburgo-), de donde provenía buena parte de la lana que llegaba a los talleres textiles de Brujas, Gante, Amberes, Bruselas, Malinas, Arrás o Tournai, ha llevado a la historiografía a identificar rasgos artísticos comunes que se han definido como estilo hispano-flamenco. También se produjeron tapices de técnica flamenca en algunos puntos de la geografía española, especialmente en la antigua Corona de Aragón.
- Tapices de Bruselas (Tapisseries de Bruxelles)[18]
- Tapices de Tournai y Museo de los Tapices de Tournai (Musée de la Tapisserie de Tournai)[19]

#### Tapices italianos
- Arazzo ("tapiz" en lengua italiana, denominación metonímica por la ciudad flamenca de Arrás).

### Período cumbre, después de alrededor de 1350

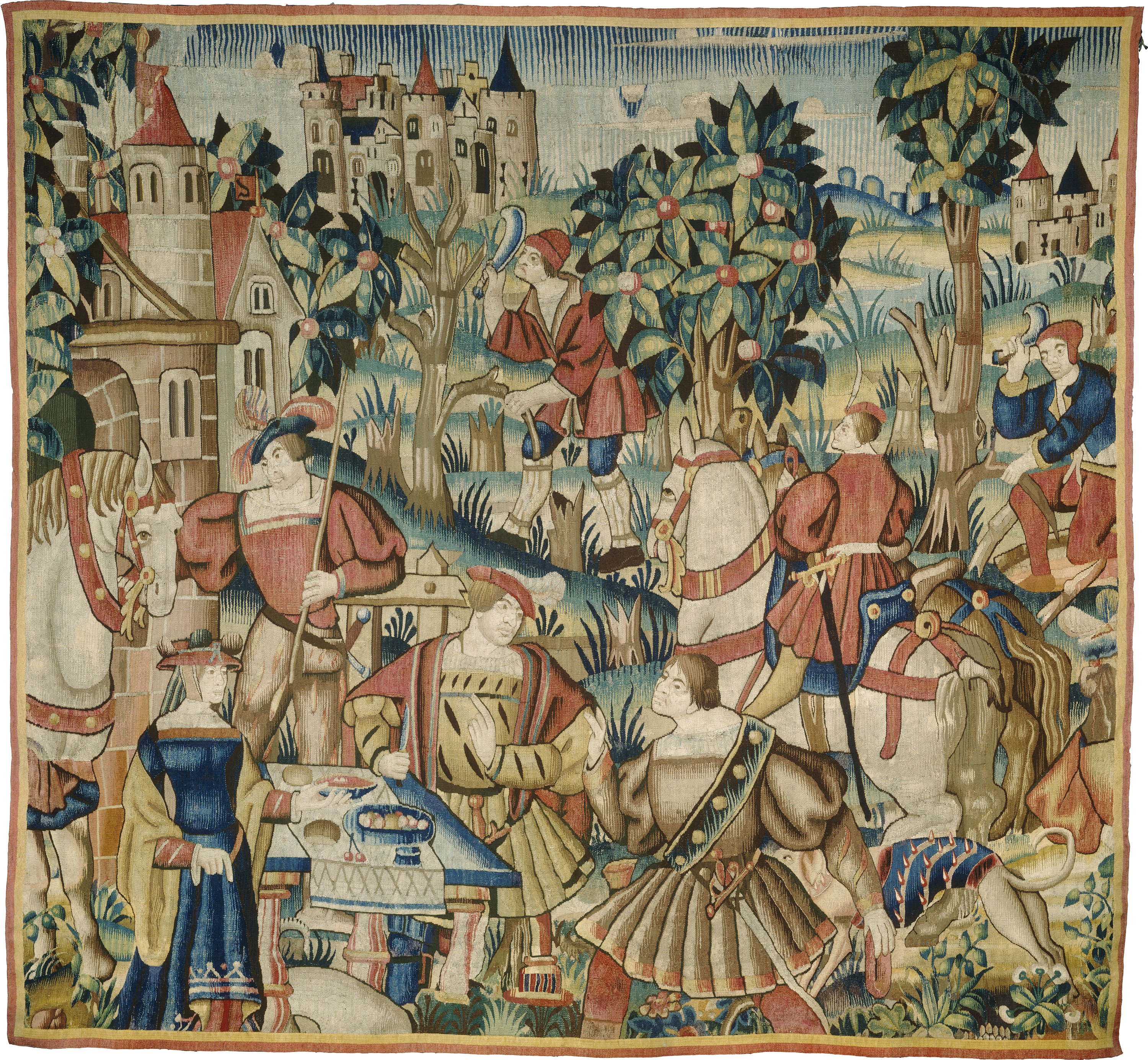
Taiz flamenco del, El regreso de la caza, h. 1525–1550, National Gallery of Art

Un cambio decisivo en la historia de la tapicería europea se produjo alrededor del año 1350, y en muchos aspectos establecieron la pauta para la industria hasta el final de su principal período de importancia, en las revueltas que siguieron a la Revolución francesa. Los tapices realizados para un pequeño número de clientes capaces de encargar las mejores piezas eran ahora muy grandes y caras, muy a menudo se hicieron en conjuntos, y con frecuencia mostraban una narrativa complicada o escenas alegóricas con un gran número de figuras. Se hacían en grandes talleres concentrados en una serie de ciudades en una región relativamente pequeña del norte de Francia y los Países Bajos meridionales (en parte para estar cerca de los suministros de lana inglesa). Por convención todos son llamados a menudo "tapices flamencos", aunque la mayor parte de los centros de producción no estaban, de hecho, dentro del Condado de Flandes.
Antes de alcanzar el taller de tejido, el encargo implicaba primero a un patrón, un artista y un comerciante o tratante que preparaba los arreglos o los contratos. Algunos tapices parece que se hacían en serie, antes de tener un cliente. La financiación de los considerables costes de establecer un taller es a menudo oscura, especialmente en el período temprano, pero los gobernantes u otras gentes ricas apoyaban a algunos talleres. Los comerciantes o intermediarios muy probablemente también estuvieron implicados.

#### Centros de producción
No siempre queda claro dónde se produjeron los tapices supervivientes anteriores al 1600; desde 1528 Bruselas, por entonces claramente el centro principal, exigieron a sus tejedores marcar los tapices de cualquier tamaño con la marca de la ciudad y la del tejedor o el comerciante. En cualquier momento entre 1350 y 1600 probablemente solo uno o dos centros podían producir los encargos reales más grandes y mejores, y grupos de tejedores muy hábiles emigraron a nuevos centros, a menudo obligados a trasladarse por guerras o epidemias. Al principio, París lideró este campo, pero la ocupación inglesa posterior a 1418 envió a muchos maestros liceros a Arras, que ya era un centro. Arras a su vez fue saqueada en 1477, lo que llevó al auge de Tournai, hasta que una serie epidemia en el siglo siguiente. Bruselas había crecido en importancia, y ahora se convirtió en el centro más importante, que siguió siéndolo hasta que la guerra de los Ochenta Años perturbaron todos los Países Bajos. Bruselas tuvo un renacimiento a principios del siglo XVII, pero desde alrededor de 1650 la fábricas francesas fueron progresivamente superándolo, y dominaron hasta que tanto la moda como los trastornos de la Revolución francesa y las guerras napoleónicas llevaron al final virtual de la demanda tradicional de grandes tapices.
Siempre queda algo de tapicería, principalmente en talleres bastante pequeños haciendo piezas menores, en otras ciudades en el norte de Francia y los Países Bajos. Es así también en otras partes de Europa, especialmente en Italia y Alemania. Desde mediados del siglo XVI muchos gobernantes ayudaron o directamente establecieron talleres capaces de obra de gran calidad en sus dominios. Esto tuvo éxito sobre todo en Francia, pero Toscana, España, Inglaterra y con el tiempo Rusia tuvieron talleres de alta calidad, normalmente comenzó con la importación de un grupo de hábiles trabajadores de los centros "flamencos". 
La forma alcanzó una nueva etapa en Europa a principios del siglo XIV. La primera ola de producción tuvo lugar en Alemania y en Suiza. A lo largo del tiempo, la artesanía se expandió desde Francia y los Países Bajos, con París, Doornik y Atrecht los más destacados. Las herramientas básicas siguen siendo básicamente las mismas.
En los siglos XIV y XV, Arras, Francia, era una floreciente ciudad textil. "Arras" aún se usa para referirse a una rica tapicería con independencia de dónde fue tejido. De hecho, como argumenta la estudiosa literaria Rebecca Olson, Arras fueron los objetos más valiosos en Inglaterra durante el primer período modeno e inspiró a escritores como William Shakespeare y Edmund Spenser para tejer estos tapices en obras tan importantes como Hamlet y The Faerie Queene.
Para el siglo XIV, los tapices también se hacían en Brujas, Oudenaarde, Geraardsbergen, Edingen y Gante.
Para el siglo XVI, Flandes, las ciudades de Mechelen, Lovaina, Rijsel y Amberes comenzaron a producir tapices. Sin embargo, las ciudades de Oudenaarde, Bruselas, Geraardsbergen y Enghien se habían convertido en los centros de la producción licera de Europa. 

#### Mecenas

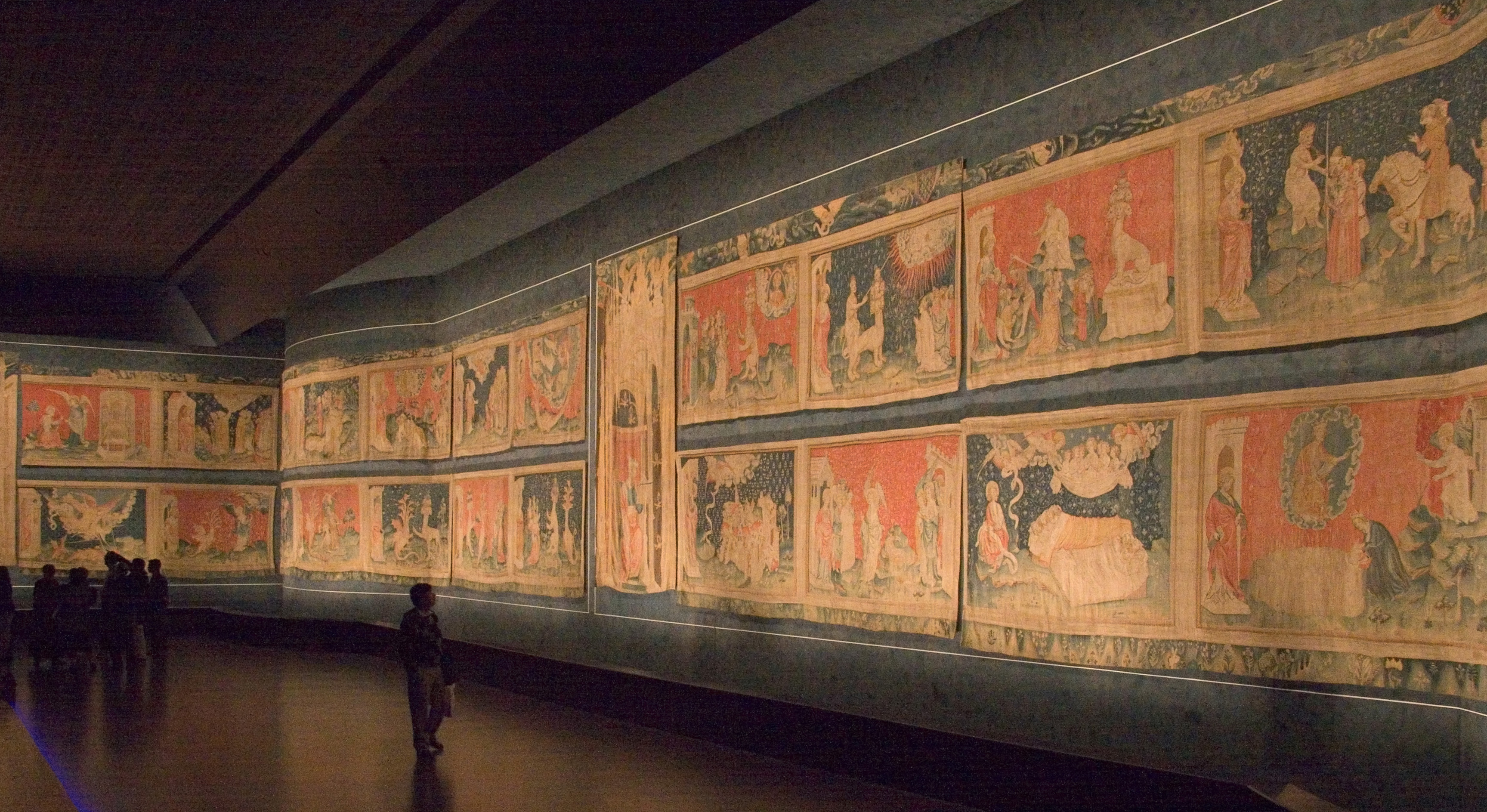
El tapiz del Apocalipsis en el Château d'Angers, en Angers, Francia

Los principales centros tapiceros estaban gobernados por las ramas francesa y borgoñona de la dinastía Valois, quienes fueron mecenas extremadamente importantes en el período tardomedieval. Esto comenzó con los cuatro hijos de Juan II de Francia (m. 1362), cuyos inventarios revelan que eran propietarios de cientos de tapices entre todos ellos. Casi el único superviviente claro de estas colecciones, y el más famoso tapiz del siglo XIV, es el enorme tapiz del Apocalipsis (Tenture de l'Apocalypse), un conjunto muy grande hecho para Luis I de Anjou en París entre 1377 y 1382. Fue realizado por el maestro tejedor Robert Poinçon, sobre cartones de Hanequin de Brujas. Luis I de Anjou los encargó, entre 1373 y 1377, al mercader Nicolas Bataille, propietario de los talleres de tejido (probablemente en París), y entregados en 1382. En el siglo XV se donaron a la catedral de Angers y hoy se encuentran en el Musée de la Tapisserie de l'Apocalypse del castillo de Angers.
Otro de los hermanos, Felipe el Atrevido, duque de Borgoña (m. 1404) gastó probablemente de manera aún más extravagante, y regaló muchos tapices a otros gobernantes por toda Europa. Varios de los centros de confección de tapices en sus territorios, y sus regalos se pueden ver como un intento bastante exitoso de difundir el gusto por los grandes tapices flamencos a otras cortes, así como siendo parte de su intento de promover el estatus de su ducado.  Aparte de Borgoña y Francia, se dieron tapices a varios de los Plantagenet ingleses, y los gobernantes de Austria, Prusia, Aragón, Milán y por petición específica, al sultán otomano Bayaceto I (como parte del rescate del hijo del duque). Ninguno de los tapices que encargó Felipe parecen haber sobrevivido. El gusto de Felipe por las tapicerías continuaría muy intensamente con sus descendientes, incluidos los Habsburgo españoles.

### Edad Moderna
- Tapices de Gobelinos (Manufacture Royale des Gobelins de Paris)
- Tapices de la Savonnerie (Manufacture de la Savonnerie)[28]
- Tapices de Aubusson (Tapisserie d'Aubusson)[29]
- Tapices de Beauvais (Manufacture de Beauvais)[30]
- Tapices de Santa Bárbara (Real Fábrica de Tapices de Santa Bárbara, Madrid)

### Edad Contemporánea
La superación de las convenciones estéticas tradicionales en el arte contemporáneo, especialmente a partir de las vanguardias, han proporcionado a los artistas del tapiz una libertad creativa que se ha expresado en la posibilidad de no restringirse a la limitación del marco rectangular habitual, y experimentar con todo tipo de texturas y materiales y con el valor del espacio vacío y las irregularidades (collage, escultopintura), convirtiendo los tapices en piezas tridimensionales.

## Museos
- El taller-museo Jean-Lurçat, en el castillo Saint-Laurent-les-Tours, cerca de Saint-Céré en el norte de Lot, museo departamental que preserva la residencia que el artista Adquirido en 1945 y dando testimonio, en un sitio medieval excepcional, veinte años de vida de Jean Lurçat y medio siglo de su trabajo artístico y diario.
- La Ciudad Internacional del Tapiz y el Arte Tejido y su  Museo de la Tapicería de Aubusson, Aubusson (Creuse)
- El museo Jean-Lurçat y el tapiz contemporáneo de Angers
- Tapiz de Aubusson, en  Laval
- Museo de la Colegiata de Pastrana
- Museo de Tournai, Bélgica

## Manufacturas
- Manufactura de la Savonnerie, París
- Manufactura Pinton, Felletin
- Manufactura de Beauvais, París
- Tejido de Lys-lez-Lannoy (cerca de Roubaix)
- Real Fábrica de Tapices, Madrid
- Taller de restauración en Tournai(Bélgica)
- La casa Jonathas en Enghien (Bélgica)
- Manufacturas de Gobelinos, París

## Tapices célebres
Principales tapices y bordados conservados en al actualidad.
| Nombre                                                    | Año                    | País Localización         | Procedencia/Localización                                                                      | Descripción | Creador/Promotor/Técnica/Medidas |
| --------------------------------------------------------- | ---------------------- | ------------------------- | --------------------------------------------------------------------------------------------- | --- | --- |
| Tapiz de Bayeux, (Tapisserie de Bayeux, Bayeux Tapestry), | entre 1066 y 1082      | Bandera de Francia        | Museo del Tapiz de Bayeux, Centro Guillermo el Conquistador, Bayaeux (Francia)                | También conocido como Tapiz de la reina Matilde, relata, mediante una sucesión de imágenes con inscripciones en latín, los hechos previos a la conquista normanda de Inglaterra, que culminó con la batalla de Hastings. | Anónimo / Odón de Bayeux / Bordado / 50 × 6.838 cm                                                                                                 |
| Tapiz del Apocalipsis, (Tenture de l'Apocalypse)          | entre 1373-1377 y 1382 | Bandera de Francia        | Museo del Tápiz del Apocalipsis, situado en una larga galería del Castillo de Angers, Angers. | También conocido como Colgadura del Apocalipsis o Apocalipsis de Angers) Es una representación del Apocalipsis de San Juan realizado al final del siglo XIV. El conjunto compuesto de seis piezas es conservado y expuesto en Angers, en el Museo del Tápiz del Apocalipsis, situado en una larga galería del Castillo de Angers. Del maestro tejedor Robert Poiçon, sobre cartones de Hanequin de Bujas. Fueron enacargados (entre 1373 y 1377) por Luis I de Anjou al mercader Nicolás Bataille, propietario de los talleres de tejido (probablemente en París), y entregados en 1382. En el siglo XV se donaron a la catedral de Angers.                                                                 | Taller de Nicolás Bataille'', sobre cartones de Hanequin de Brujas (Hennequin de Bruges) / Luis I de Anjou / Tapicería / 600 x 14.000 cm en origen |
| La dama y el unicornio (La Dame à la licorne)             | entre 1484 y 1538.     | Bandera de Francia        | Museo Nacional de la Edad Media de París (Termas de Cluny)                                    | Es el título moderno que se da a un ciclo de tapices flamencos de finales del siglo XV frecuentemente considerado como una de las grandes obras del arte medieval en Europa. Fueron tejidos con lana y seda, a partir de cartones dibujados en París. Propietarios tradicionales Familia de Robertet y Roche-Aymon | Anónimo / Antoine Le Viste / Tapicería / Seis tapices                                                                                              |
| Tapices de Pastrana, Serie: Conquista de Arcila y Tánger  | entre 1472 y 1475.     | Bandera de España         | Museo Parroquial de la Colegiata de Pastrana de Pastrana (Guadaljara)                         | Serie de cuatro tapices sobre la Conquista de Arcila y Tánger por las tropas de Alfonso V de Portugal - “El Desembarco de Arcila”, “El Cerco de Arcila”,” El Asalto de Arcila”, “La Toma de Tánger”. Estos tapices constituyen uno de los escasos ejemplos que existen en tapicería en mostrar hechos contemporáneos. Podrían ser el equivalente, en nuestros días, a un reportaje fotográfico; son verdaderas crónicas de guerra, aunque gráficas, pobladas de personajes, acción y curiosos detalles. | Conservación curativa y difusión ha impulsado la Fundación Carlos de Amberes / Tapicería / Cuatro tapices                                          |
| Tapices de Pastrana, Serie: Conquista de Alcazaseguir     | entre 1472 y 1475.     | Bandera de España         | Museo Parroquial de la Colegiata de Pastrana de Pastrana (Guadaljara)                         | Representa la conquista de Alcazarseguir, en el actual Marruecos, por Alfonso V. Constituye uno de los ejemplos más espectaculares en el arte del tapiz del siglo XV, tanto por su tamaño como por su excepcional calidad técnica. | Conservación curativa y difusión ha impulsado la Fundación Carlos de Amberes / Tapicería / Dos tapices                                             |
| La caza del unicornio, La Chasse à la licorne             | entre 1495 y 1505.     | Bandera de Estados Unidos | Museo Metropolitano de Arte de Nueva York, Estados Unidos                                     | La Chasse à la licorne es una serie de tapices realizados durante la llegada del Renacimiento a Francia. Siete escenas de caza que representan por etapas las puntadas de un escudero que persigue y luego captura a un unicornio para llevarlo a la corte de su señor y su dama. | Anónimo /. / Tapicería / Siete tapices |
| Tapiz de la Creación                                      | Siglo XI               | Bandera de España         | Museo Capitular de la Catedral de Gerona de Gerona                                            | El Tapiz de la Creación es una pieza única y excepcional entre los pocos bordados que se conocen y se conservan, sólo comparable al tapiz de Bayeux. Desarrolla un tema teológico tal y como puede verse en los manuscritos españoles contemporáneos. Aunque recibe el nombre de tapiz, un paño ornamental tejido en su totalidad, no lo es. Se trata de un bordado o labor donde los hilos añadidos siguen la silueta diseñada de los motivos y figuras, realizado con la técnica llamada pintura a la aguja. | /. / Bordado / 358 x 450 cm |
| Tapices de Överhogdal (Överhogdalstapeten)                | Siglo XI o XII         | Bandera de Suecia         | Museo Jamtli (Jämtland)                                                                       | Los tapices Överhogdal (Överhogdalsbonaderna, Överhogdalsbonaderna u Överhogdalsvävarna), descubiertos en Överhogdal, Härjedalen, Suecia, La serie consta de cinco piezas, cuatro de las cuales están hechas con lana en tecnología soumak en el fondo de la cama y la quinta es una tela doble. Se discute el contenido de las imágenes, algunas figuras tienen un contenido pagano, por ejemplo, en un detalle, se puede ver a Odens horse Sleipner, mientras que otros personajes son claramente parte del mundo de la imagen cristiana. Al igual que los Mälardalen, el siglo IX fue una transición lenta del asatro al cristianismo en Hälsingland. Las Bonades pertenecen a la iglesia de Överhogdal, | /. / Bordado / Cinco tapices |
| Skogbonaden (Skogstapeten)                                | 1200                   | Bandera de Suecia         | Museo Histórico de Estocolmo                                                                  | Se encontró en 1912 en un edificio de la iglesia en Skogskyrkan en Hälsingland. La bonade fue tejida en el norte de Suecia. Está hecho de tela de cuerdas (soumak) con lana en colores fuertes sobre un fondo de lino blanco. La imagen se interpreta como la batalla entre el paganismo y el cristianismo. Un detalle muestra cómo los humanos y los animales asisten a la adoración en la iglesia que llora. | /. / Tela de cuerdas / 45 x 165 cm |